# Domnica Trop
Domnica Trop (n. 22 iunie 1938, Isverna, județul Mehedinți) este o solistă de muzică populară din România, zona Mehedințului.

## Biografie
Domnica Trop s-a născut în comuna Isverna, județul Mehedinți. Fiică de țărani, a învățat să cânte în timp ce ducea la pășunat caprele și oile.
Dominica Trop era invitată să cânte la concursuri și festivaluri, dar și nunți unde cânta după om, potrivind vorbele.
Pe scenă a urcat de la 19 ani și prima dată când a fost chemată la București avea frumoasa vârstă de 27 de ani.
În anul 1973, la vârsta de 35 de ani, a fost descoperită de învățătorul Vasile Căpăstraru, care a prezentat-o soliștilor Maria Ciobanu și Ion Dolănescu, aflați într-un turneu la Izverna. Ion Dolănescu a invitat-o pe Domnica Trop la radio, în București. Aici a cunoscut-o și pe realizatoarea de programe folclorice, Marioara Murărescu, care a invitat-o la televiziune pentru înregistrări.
Repertoriul cântăreței este bogat în piese muzicale străvechi, multe fiind împrumutate de interpreți renumiți din țară. Cunoscuta interpretă Angelica Stoican, după afirmațiile profesorului Eleodor Popescu “s-a inspirat, în începuturile ei artistice din folclorul autentic al zonei, din repertoriul nealterat al rapsodului popular Domnica Trop”.
Având un repertoriu specific zonei muntoase de confluență dintre județele Mehedinți și Caraș-Severin, a cucerit prin melosul distinctiv față de tot ceea ce se cunoaște în folclorul românesc.
În noiembrie 2013, Comisia națională pentru salvgardarea patrimoniului cultural imaterial i-a acordat Domnicăi Trop titlul de „Tezaur Uman Viu”. A fost onorată cu această distincție fiind un reper al muzicii populare românești și un păstrător al cântecului autentic vechi, specific Olteniei.
Începând cu anul 2011, în Gorj, se organizează un festival național de muzică populară ce poartă numele artistei.
„Pot să spun că mă «jucam» cu ceilalți soliști, dar aveam emoții cu Domnica Trop. A fost și o întâmplare hazlie: dirijam introducerea orchestrală, după care m-am apropiat de ea, ca să-i dau intrarea. Uitându-se cu coada ochiului, se rățoiește la mine, tare, la microfon: «Domn maistru, nu mai da, bre, din mâini, ca mă încurci!». Va dați seama ce a fost în sală: publicul a izbucnit în râs. După acest intermezzo am reluat piesa, iar Domnica Trop a cântat dumnezeiește. Eu trebuia să fiu atent la ea, să ghidez orchestra după ea... A fost un succes imens!”—Paraschiv Oprea, Dirijor

## Premii
- Trofeul Festivalului „Cântec nou în Mehedinți”
- Premiul Special pentru Autenticitate la Festivalul „Maria Tănase” (1973)
- Locul I pe țară la Festivalul „Cântarea României” (1979)
- Premiul Național „Ethos” (1999)
- Recunoșterea ca fiind ”Tezaur Uman Viu” din partea UNESCO
- Diploma de Cetățean de onoare al județului Mehedinți
- Diploma de Cetățean de onoare al comunei Isverna

## Discografie / cântece
- S’ara când răsare luna
- Nu vine neica, nu vine
- Ursitoare, Ursitoare
- Mărie, Mărie
- S-o legat, neică, legat
- Fire-al naibului de deal
- Șarpe, șarpe din dudău
- Zorile